# تشارلز دانييلز
تشارلز دانييلز (Charles Daniels) هو لاعب أولمبي لرياضة السباحة من الولايات المتحدة. شارك في الأولمبياد الصيفي في 1904–1908، وفاز بما مجموعه 7 ميداليات.

## الميداليات
| ذهب | فضة | برونز | المجموع |
| 4   | 1   | 2     | 7       |

## روابط خارجية
- تشارلز دانييلز على موقع قاعة مشاهير السباحة العالمية (الإنجليزية)
- تشارلز دانييلز على موقع اللجنة الأولمبية الدولية (الإنجليزية)
- تشارلز دانييلز على موقع أوليمبيديا (الإنجليزية)